# とくみくす
とくみくす（TOKUMIX、1995年11月10日 - ）は、日本の男性YouTuber、TikToker。B型。男女混合ボーカル音楽ユニットのASOBI同盟のメンバー。

## 来歴
- 2004年、小学3年生のときにドラムを始めた[5]。

- 中学生のときにギターを始めた。

- 2014年
  - 4月 - 近畿大学経営学部に入学。

- 2015年
  - ArtPoolRecordsに所属[6]。
  - 10月 - 心斎橋BASSOにてライブ出演[7]。堀江GOLDEEにてライブ出演。堺東翁橋LIVEBAR SUE？にてライブ出演[8][9]。日本橋STARBOXにてBRITZ⚡︎ Presents『かぼちゃは嫌いですが、頑張ります。Vol.1』に出演[10]。
  - 11月 - LIVEHOUSE39にて『Thank you of MUSIC Vol.3』に出演[11]。心斎橋BASSOにて『天国注射 本戦』に出演[12]。『天国注射 決勝』に出演[13]。
  - 12月 - アメ村CLAPPERにて『Singer Collection』に出演[14]。

- 2016年
  - 1月 - 心斎橋BASSOにてライブ出演[15]。LIVE HOUSE BRONZEにて『五祭合祭(ｲｯｻｲｶﾞｯｻｲ)』に出演[16]。
  - 3月 - 江坂Pine Farmにてライブに出演[17]。アメ村CLAPPERにてライブ出演[18]。
  - 4月 - アメ村HOTLIPにてライブ出演[19]。

- 2017年
  - 「iceBurn」というデュオを結成。
  - 4月 - iceBurnで大阪市内のライブハウスにてライブ出演。アメ村HOTLIPにてライブ出演[20]。
  - 12月 - FANJ twiceにてライブ出演[21]。

- 2018年
  - 3月、近畿大学経営学部を卒業[22]。
  - 6月 - アメ村 FANJ twiceにて「iceBurn」で1stワンマンライブを開催[23][24]。
  - 10月 - 千里金蘭大学学園祭にiceBurnとして出演[25]。iceBurn解散。
  - 12月 - ユニバーサルシティーウォークでなすお⭐︎のカウントダウンライブにゲスト出演[26]。

- 2019年
  - 5月 - アメ村 FANJ twiceにて『なすお⭐︎誤発注 Vol1」のスペシャルゲストとして出演。
  - 6月 - アメ村 FANJ twiceにてライブ出演。

- 2020年
  - 10月 - とくみくす”初”無観客ライブを開催[27]。

- 2021年
  - 3月 - RiMy無観客ライブにゲスト出演。
  - 4月 - とくみくす無観客ライブを開催。
  - 8月 - りみーとASOBI同盟を結成。

- 2025年
  - 4月 - 親知らずを抜歯したことを公表[28]。

## 人物
- 姉が1人いる[29]。
- コブクロの小渕健太郎に憧れてギターを始めた。
- 高校時代は軽音楽部に所属しておりドラムを担当していた。
- ドラムとギター以外にも ベース・ピアノ・カホンを演奏することができる[30][31]。
- コーヒーが好き[32]。
- 苦手な食べ物はトマト[33]。
- MBTIはENFP(運動家)である[34]。

## ディスコグラフィ

### 配信限定シングル
| 発売日         | タイトル                         |
| -------------- | -------------------------------- |
| 2021年6月5日   | 0.03mm                           |
| 2021年8月29日  | Be Be Be                         |
| 2021年11月21日 | 両想い                           |
| 2022年4月16日  | あんばらんす〜初めてを頂きます〜 |
| 2023年5月27日  | スーパースター(仮)               |

## 資格
- 2016年頃、運転免許[35]

## 受賞歴
- 2020年11月3日、YouTube Creator Awards 銀の盾(Silver Creator Award)[36]